# SC Mirandela
Der Sport Clube de Mirandela ist ein portugiesischer Sportverein aus der im nordöstlichen Distrikt Bragança gelegenen Stadt Mirandela. Er ist insbesondere für seine Fußballmannschaft bekannt.

## Geschichte
Der SC Mirandela wurde 1926 gegründet. Ab Ende der 1960er Jahre spielte die Mannschaft als Teilnehmer der Terceira Divisão erstmals auf nationaler Ebene, stieg jedoch 1972 wieder in den regionalen Spielbetrieb ab. Nach dem Wiederaufstieg 1975 etablierte sich die Mannschaft erneut auf dem dritten Spielniveau und schaffte 1980 den Sprung in die zweitklassige Segunda Divisão. Mit nur vier Saisonsiegen verpasste der Klub gemeinsam mit GD Riopele, FC Vizela und Ermesinde SC den Klassenerhalt in seiner Zweitligastaffel. 1985 stieg er auch aus der Terceira Divisão ab, und avancierte in der Folgezeit zur Fahrstuhlmannschaft zwischen der dritten Spielklasse und dem regionalen Ligaspielbetrieb. 1990 qualifizierte sie sich im Zuge einer Ligareform 1990 für die als dritthöchste Spielklasse neu eingeführte Segunda Divisão B, stieg aber binnen zwei Jahren wieder in die nun fünftklassige Distriktmeisterschaft ab. Nach mehreren kurzzeitigen Aufenthalten in der viertklassigen Terceira Divisão im weiteren Verlauf der 1990er Jahre etablierte sie sich erst nach dem Wiederaufstieg 2002 längerfristig im überregionalen Spielbetrieb und stieg dabei 2008 für eine Spielzeit in die drittklassige Segunda Divisão auf. Nach dem erneuten Aufstieg 2011 hielt sie sich in der dritten Liga und überstand 2013 eine mit einer Konzentration verbundenen Ligareform unter Schaffung der Campeonato Nacional de Seniore als dritter Spielklasse. Im Zuge einer erneuten Ligareform nach der COVID-19-Pandemie in Portugal wurde diese 2021 zur vierten Liga zurückgestuft. Dort verpasste die Mannschaft den Klassenerhalt, schaffte aber als Distriktmeister den direkten Wiederaufstieg.